# Ottenbütteler Mühlenbach
Der Ottenbütteler Mühlenbach ist ein linker Nebenfluss der Bekau im Kreis Steinburg.
Der Bach entspringt östlich von Hohenaspe, fließt von dort in südöstliche Richtung bis auf das Gemeindegebiet von Ottenbüttel, durchquert Ottenbüttel in westliche Richtung und mündet schließlich an der Gemeindegrenze zu Oldendorf in die Bekau. Innerhalb Ottenbüttels unterquert der Bach dabei die L 127 und die A 23. Im Ottenbütteler Ortsteil Westermühlen trieb er früher eine Wassermühle an. 2010 wurde im Unterlauf ein Sohlabsturz durch eine Sohlgleite ersetzt.

## Bilder

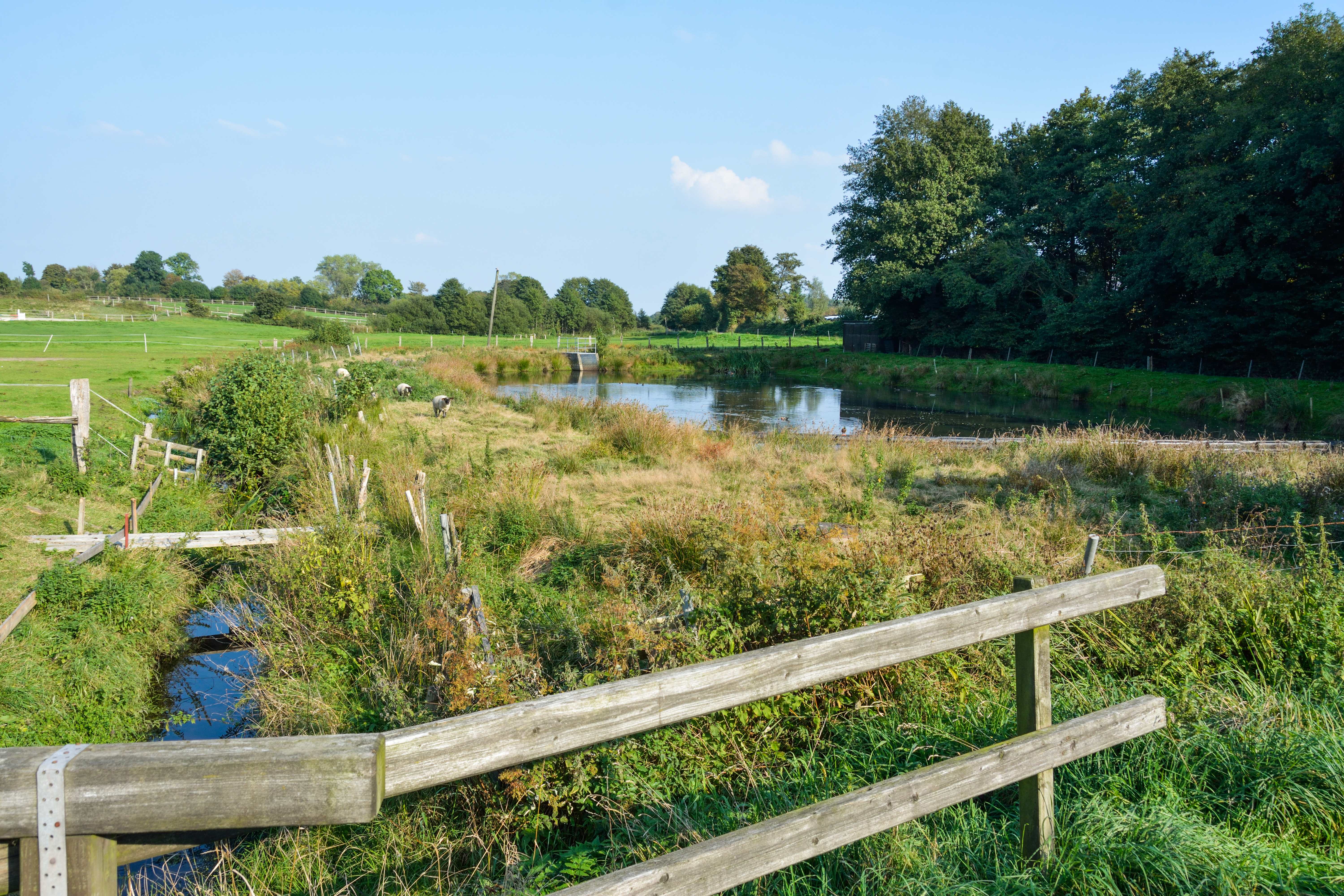
Teich am Mühlenbach in Ottenbüttel